# Paolo Rondelli
Paolo Rondelli (sinh ngày 17 tháng 6 năm 1963) là một chính trị gia và nhà ngoại giao người San Marino.

## Sự nghiệp
Rondelli là đại sứ San Marino tại Hoa Kỳ. Ông trình giấy ủy nhiệm của mình cho Tổng thống George W. Bush vào ngày 25 tháng 7 năm 2007. Theo Bộ Ngoại giao Hoa Kỳ, hai quốc gia "có những điều kiện tuyệt vời". Tháng 3, 2022, Rondelli được bầu trở thành một trong hai Đại chấp chính của San Marino, từ 1 tháng 4, 2022 đến 1 tháng 10, 2022, trở thành lãnh đạo quốc gia là LGBT+ công khai đầu tiên trên thế giới.